# Pozo Alcón
Pozo Alcón es una localidad y municipio español situado en la parte suroriental de la comarca de Sierra de Cazorla, en la provincia de Jaén, comunidad autónoma de Andalucía. Limita con los municipios jienenses de Huesa, Hinojares, Quesada y Peal de Becerro (por un enclave del término municipal pealeño), y con los municipios granadinos de Cortes de Baza, Zújar, Cuevas del Campo y Dehesas de Guadix. Cuenta con una población de 4550 habitantes (INE 2024). Por su término discurren los ríos Guadiana Menor y Guadalentín, que abastece al embalse de La Bolera.
El municipio poceño comprende los núcleos de población de Pozo Alcón —capital municipal— y Fontanar.
Dada a la proximidad de Pozo Alcón con la localidad granadina de Baza así como la disponibilidad de unas comunicaciones más favorables con esta que con el resto de la provincia de Jaén, ha propiciado que Pozo Alcón se encuentre más ligado a la comarca granadina de Baza que a otras localidades de la provincia jienense, en cuanto a la disponibilidad de servicios. Por otra parte, cabe destacar que la localidad poceña queda unos treinta kilómetros más cerca de Granada capital (128 km) que de Jaén capital (155 km).
Una parte de su municipio forma parte del parque natural de la Sierra de Cazorla, Segura y Las Villas.

## Historia
Sobre sus orígenes, la primera referencia escrita que se tiene de esta localidad data de 1331, en la que se hace alusión a "Pocuelo" entre los límites del término de Cazorla, pero al parecer sin población alguna. Tras finalizar la Reconquista de Granada se produjo una progresiva colonización de aquella zona conocida como "El Pozo de Campo Cuenca". En 1529 fue objeto de roturaciones por sus pobladores, que empezaron a labrar sus terrenos baldíos. Unos años más tarde, en 1572, el lugar del Pozo fue roturado en su calidad de terrenos baldíos por los vecinos de la villa, contando siete años más tarde con una populosa aldea de ochenta vecinos y sesenta en sus alrededores. En 1618 ya contaba con la Ermita de Santa Ana y la Iglesia de la Encarnación.
El 12 de julio de 1648 el rey Felipe IV separó el lugar del Pozo de la villa de Quesada, pasando a ser una villa realenga e independiente. Aquel día el municipio contaba con 191 vecinos, que para conseguir esta exención, tuvieron que hacer frente del pago a Su Majestad de 5000 ducados.
Tras conseguir su independencia este municipio, experimentó un progresivo aumento poblacional. A mediados del siglo XVIII contaba con 316 casas, y 600 vecinos que sumaban 2227 almas, con una parroquia, dos ermitas, un pósito y un hospital. En la localidad se producía trigo, cebada, centeno, aceite, vino, comino y anís. Entre las principales ocupaciones de los vecinos se contaba la conocida como "arriería", que consistía en ir de un pueblo a otro vendiendo y comprando lo que podían. Los arrieros de Pozo Alcón eran conocidos en gran parte de la geografía suroriental y levantina.
Cabe destacar que entre 1823 y 1829 formó parte de la demarcación territorial de Granada, incluido en el partido judicial de Baza.

## Geografía

### Situación
| Noroeste: Quesada                        | Norte: Peal de Becerro     | Nordeste: Peal de Becerro                                                      |
| Oeste: Quesada, Hinojares y Huesa        |                            | Este: Peal de Becerro, Cortes de Baza (GR), Zújar (GR) y Cuevas del Campo (GR) |
| Suroeste: Huesa y Dehesas de Guadix (GR) | Sur: Cuevas del Campo (GR) | Sureste: Cuevas del Campo (GR)                                                 |

## Geografía humana

### Demografía
Cuenta con una población de 4550 habitantes (INE 2024).
| Gráfica de evolución demográfica de Pozo Alcón entre 1842 y 2021                                                      |
| |
| Población de derecho según los censos de población del INE. Población de hecho según los censos de población del INE. |

Según el Instituto Nacional de Estadística de España, en el año 2021 Pozo Alcón contaba con 4 706 habitantes censados, que se distribuyen de la siguiente manera:
| Unidad poblacional | Hab.  |
| ------------------ | ----- |
| Pozo Alcón         | 4 154 |
| Fontanar           | 343   |
| diseminados        | 209   |
| TOTAL              | 4 706 |

## Economía
La población de Pozo Alcón vive fundamentalmente del sector agroalimentario y de servicios. El aceite de oliva es su producto estrella, pero en el municipio también se generan otros productos, como jamones y chacinería, vinos, quesos artesanos, miel serrana, repostería, etc. La ganadería igualmente es importante, destacando el cordero segureño y el choto.

### Evolución de la deuda viva municipal
| Gráfica de evolución de la deuda viva del Ayuntamiento de Pozo Alcón entre 2008 y 2019                                |
| |
| Deuda viva del Ayuntamiento de Pozo Alcón en miles de euros según datos del Ministerio de Hacienda y Función Pública. |

## Política
Los resultados en Pozo Alcón de las últimas elecciones municipales, celebradas en mayo de 2023, son:
| Elecciones Municipales - Pozo Alcón (2023) | Elecciones Municipales - Pozo Alcón (2023) | Elecciones Municipales - Pozo Alcón (2023) | Elecciones Municipales - Pozo Alcón (2023) | Elecciones Municipales - Pozo Alcón (2023) |
| Partido político                           | Partido político                           | Votos                                      | %Válidos                                   | Concejales                                 |
| ------------------------------------------ | ------------------------------------------ | ------------------------------------------ | ------------------------------------------ | ------------------------------------------ |
|                                            | Partido Socialista Obrero Español (PSOE)   | 1.385                                      | 53,74%                                     | 7                                          |
|                                            | Partido Popular (PP)                       | 958                                        | 37,17%                                     | 4                                          |
|                                            | Vox (VOX)                                  | 179                                        | 6,94%                                      | 0                                          |
|                                            | Podemos (PODEMOS)                          | 44                                         | 1,70%                                      | 0                                          |

### Alcaldes
| Legislatura | Nombre | Grupo       |
| ----------- | --- | ----------- |
| 1979-1983   | Francisco Quiñónez Martínez                                                                                            | Indep.      |
| 1983-1987   | Manuel Moreno García                                                                                                   | PSOE        |
| 1987-1991   | Andrés Iruela Moreno (1987-1988) Manuel Moreno García (1988-1991)                                                      | AP PSOE     |
| 1991-1995   | Manuel Moreno García (1991-1994) Miguel Toral González (1994-1995)                                                     | Indep. PSOE |
| 1995-1999   | Miguel Toral González                                                                                                  | PSOE        |
| 1999-2003   | Miguel Toral González                                                                                                  | PSOE        |
| 2003-2007   | Fernando Amadeo Vaquero Marín (2003-2004) María del Carmen Escudero Belda (2004-2006) José Luis Egea Gámez (2006-2007) | Indep. PSOE |
| 2007-2011   | Pilar Salazar Vela | PSOE        |
| 2011-2015   | Ignacio Moreno Coronado (2011-2013) José Amador Fernández (2014-2015)                                                  | PP          |
| 2015-2019   | Iván Raúl Cruz Lozano                                                                                                  | PSOE        |
| 2019-2023   | Iván Raúl Cruz Lozano                                                                                                  | PSOE        |
| 2023-act.   | Iván Raúl Cruz Lozano                                                                                                  | PSOE        |

## Comunicaciones

### Carretera
Las principales vías del municipio son la carretera A-315, que va desde Torreperogil (Jaén) hasta Baza (Granada), y la une con Granada, Murcia o Almería a través de la autovía A-92, y con Jaén, Úbeda, Cazorla o Madrid, a través de las vecinas localidades de Huesa y Quesada.
Y la carretera A-326, que comunica la localidad con Castril, Huéscar y el Levante español.

### Autobús
Se puede ir a Pozo Alcón, desde Granada, Jaén o Úbeda:
- Granada-Pozo Alcón (ALSA): todos los viernes a las 16:00.
- Pozo Alcón-Granada (ALSA): todos los domingos a las 16:00.
- Jaén-Pozo Alcón (Muñoz Amezcua): de lunes a viernes a las 13:30 y sábados a las 13:30.
- Pozo Alcón-Jaén (Muñoz Amezcua): de lunes a viernes a las 6:15 y sábados a las 7:30.
- Úbeda-Pozo Alcón (Muñoz Amezcua): de lunes a viernes a las 14:30 y sábados a las 14:15.
- Pozo Alcón-Úbeda (Muñoz Amezcua): de lunes a viernes a las 6:15 y sábados a las 7:30.

## Cultura

### Fiestas
Antiguamente la Feria y Fiestas tenían lugar en torno al día 26 de julio, fecha de la festividad su patrona, Santa Ana, cuando se tenía por costumbre hacer unos fuegos artificiales en la llamada Era de la Carrasca. Ocurrió entonces que una chispa de estos artificios pirotécnicos hizo arder la mies que se encontraba a la espera de ser trillada, perdiéndose aquel año gran parte de la cosecha de cereales. Desde entonces y hasta 2013, para evitar estos desgraciados accidentes, la feria de Santa Ana pasó a celebrarse en unas fechas en las cuales ya habían concluido las faenas agrícolas de la siega y la trilla del grano, es decir, en septiembre. En 2012 se celebró una consulta popular para el cambio de fecha de la Feria y Fiestas a su fecha anterior, con resultado afirmativo, por lo que a partir de 2013 pasaron a celebrarse en julio.
Si bien San Sebastián es el copatrón de Pozo Alcón, se celebra el 9 de mayo una curiosa romería en honor de San Gregorio, en la cual se saca en procesión a una imagen del Niño Jesús que es conocida popularmente entre los pocenses como el "Niño de la Bola", cuya hermandad en el mismo cortejo procesiona también una cruz hasta el lugar de la Cruz de San Gregorio. Este lugar está situado a un kilómetro y medio de la población en el camino que conduce al pantano de la Bolera, y en él, según cuenta la tradición, un 9 de mayo, festividad de San Gregorio, dos clérigos jesuitas fueron sorprendidos por una tormenta en la que caían del cielo piedras del tamaño de un puño. Mientras pasaba tal vendaval con pedrisco, uno de los clérigos grabó en una piedra las iniciales IHS y una cruz sobre ellas, que representaba el anagrama de Jesucristo con el que se identifica la compañía jesuítica. Cuentan que aquella piedra la entregaron en la parroquia de la Encarnación, siendo hoy el símbolo, junto a una sencilla y solitaria cruz en un camino, de la romería pocense de San Gregorio.
También son de interés las manifestaciones de religión popular que tienen lugar en Pozo Alcón el Viernes Santo. Al amanecer este día sale en procesión la imagen de Nuestro Padre Jesús Nazareno, popularmente conocido como "El Paso". Siendo antigua costumbre que una vez finalizado el llamado Sermón de Madrugada, dos niños ataviados a la usanza del Jerusalén de la Pasión y coronados de espinas, recitaran los versos de la denominada Sentencia de Pilatos. En un momento del recorrido la imagen del Nazareno, la de la Virgen de los Dolores y la de San Juan, compondrán El Paso al completo, en el cual intervendrán el hermano mayor de la cofradía y dos mujeres vestidas con mantilla y traje negro, representando una de ellas el papel de la Verónica, para lo cual cantará en honor a las imágenes que integran el cortejo procesional.
El día 7 de diciembre, víspera de la festividad de la Inmaculada Concepción, se celebraba antaño la llamada Fiesta de la Viva. Ataviado con una vestimenta que recordaba a un monje conventual, de ahí que se le conociera como el "fraile de la Viva", este personaje recorría las calles del pueblo dando vivas y alabanzas a la Inmaculada Concepción, de ahí el popular nombre de la fiesta, las cuales eran contestadas y coreadas estrepitosamente por el séquito de niños que le acompañaba durante todo el recorrido, al mismo tiempo que iba llenando un saco que portaba al hombro con las golosinas y los frutos secos que los vecinos le iban obsequiando a su paso.

## Hermanamiento
- Palafrugell, España